# 世紀大道駅 (寧波市)
世紀大道駅（せいきだいどうえき）は、中華人民共和国浙江省寧波市鄞州区中山東路に位置する寧波軌道交通1号線の駅である。

## 歴史
- 2014年5月30日：開業[1]。

## 駅構造
島式ホーム1面2線を有する地下駅。

## 隣の駅
寧波軌道交通
■ 1号線
福明路駅 - 世紀大道駅 - 海晏北路駅